# Estación de Sicília
Sicília es una estación de tranvía en la línea T4 del Trambesòs, situada en la Avenida Diagonal entre los cruces de las calles Sicília y Nàpols en Barcelona, Cataluña, España. Se inauguró el 10 de noviembre del 2024 a las 5 de la mañana en su primer servicio del día, ya que debido a una huelga no se pudo inaugurar el 9 de noviembre (el día previsto) ni celebrar su acto inaugural. Dispone de doble vía con andenes en los laterales. Es servida por la línea T4 del Trambesòs.

## Líneas y conexiones
| << cabecera | < estación | línea | estación > | cabecera >>            |
| ----------- | ---------- | ----- | ---------- | ---------------------- |
| Trambesòs   |            |       |            |                        |
| Verdaguer   | Verdaguer  |       | Monumental | Estación de San Adrián |